# Jeździectwo na Igrzyskach Ameryki Południowej 2018
Jeździectwo na Igrzyskach Ameryki Południowej 2018 – jedna z dyscyplin rozgrywanych podczas igrzysk Ameryki Południowej w Cochabambie. Zawody odbędą się w dniach 30 maja – 2 czerwca w Escuela Militar de Sargentos del Ejército (E.M.S.E.). Rywalizacja będzie toczyła się w czterech konkurencjach.

## Medale
W każdej z czterech konkurencji będzie trzech medalistów. Razem do rozdania będzie 12 medali.

## System zawodów
W ujeżdżeniu najpierw zawodnicy wystąpią w kwalifikacjach drużynowych, by później powalczyć w indywidualnych. Do finału awansuje piętnaście zawodników, którzy w kwalifikacjach uplasują się na najwyższych miejscach.
W skokach przez przeszkody zawodnicy wpierw wystąpią w kwalifikacjach. Do finału awansuje piętnaście dżokejów, którzy będą mieć najmniejszą liczbę strąconych przeszkód. W decydującej o medale rozgrywce zawodnicy wykonają dwie próby. Wygra osoba, która po dwóch seriach będzie miała najmniejszą liczbę punktów karnych.

## Uczestnicy
Minimalny wiek zawodnika w ujeżdżeniu wynosi 16 lat, a konia – 7. W skokach przez przeszkody limit jest ustawiony nieco wyżej. Wynosi on dla zawodnika 18 lat, a dla konia – 8.

## Medaliści
| Konkurencja                         | Złoto                         | Srebro                              | Brąz              |
| Skoki przez przeszkody indywidualne | Sergio Henriques Neves Marins | Ignacio Javier Montesinos Anwandter | Nicole Neidl Mena |
| Skoki przez przeszkody drużynowe    | Chile                         | Ekwador                             | Paragwaj          |

## Tabela medalowa
| Poz. | Reprezentacja |   |   |   | Razem |
| ---- | ------------- | - | - | - | ----- |
| 1.   | Chile         | 1 | 1 | 0 | 2     |
| 2.   | Brazylia      | 1 | 0 | 0 | 1     |
| 3.   | Ekwador       | 0 | 1 | 1 | 2     |
| 4.   | Paragwaj      | 0 | 0 | 1 | 1     |